# Giuseppe Colombi
Giuseppe Colombi (* 1635 in Modena; † 27. September 1694 ebenda) war ein italienischer Komponist und Violinist des Barock.

## Leben
Nach den Titelblättern seiner Werke zu urteilen, war er Instrumentist (suonatore) an der Hofkapelle des Herzogs Francesco II. d’Este. von Modena, er nannte sich 1673 „Capo degl' instrumentisti del Seren. di Modena“. Er war also 1. Violinist und Leiter der Instrumentalkapelle. Ab Dezember 1674 erhielt er ein monatliches Gehalt von 96 Lire. Im Jahre 1676 folgte der Titel eines Vizekapellmeisters und im selben Jahre der des Kapellmeisters. 1678 wurde Giuseppe Colombi Nachfolger von Giovanni Maria Bononcini als Kapellmeister am Dom von Modena. Bestätigt wird dies in einem Druck von 1689, wo er zugleich den Herzog als seinen Schüler im Violinspiel nennt. Zahlreiche Werke als Drucke und als Manuskript, befinden sich in der “Biblioteca Estense Universitaria di Modena”.

## Werke
- Op. 1: Sinfonie da camera, Brandi e Correnti alla francese a 2 violini, viola e Basso (Bologna, 1668)
- Op. 2: La lira armonica Sinfonie a 2, Violine und B. c. (Bologna, 1673)
- Op. 3: Balletti, Correnti, Gighe, Sarabande a due Violini e Violone o Spinetta (Bologna, 1674)
- Op. 4: Sonate a 2 Violini e un Bassetto, Viola se piace (1676)
- Op. 5: Sonate da camera a 3 strumenti, 2 Violini e Violone, o Cimbalo (Bologna, 1689)
- Sonate e Toccate a Violino e Basso Libro 1.
- Sonate a Violino e Basso Libro 2.
- Libro 3-21 Balletti, Toccate
- Libro 22 enthält Balli diversi a Violino, Soprano, Mezzosoprano e Violone
- Manuskripte in Modena: 2 Kantaten, 9 Sonaten und Sinfonie a 2 Violini e B. c.